# Táhlové ústrojí se šroubovkou

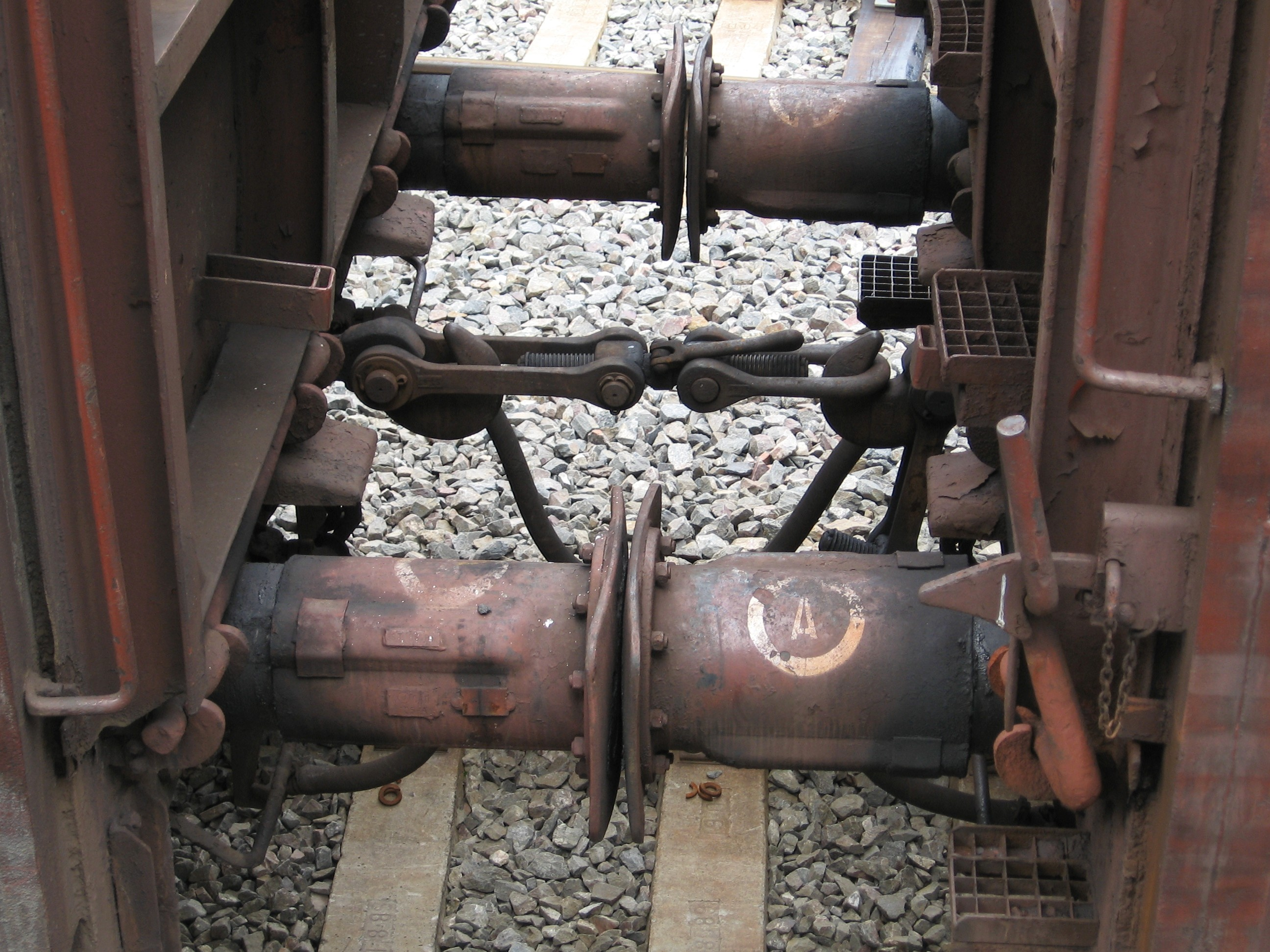
Spojení železničních vozidel - postranní nárazníky a táhlové ústrojí se šroubovkou

Táhlové ústrojí se šroubovkou je základním podcelkem tradičního a na světě nejrozšířenějšího spřáhla železničních vozidel, u kterého jsou odděleny funkce narážecího a táhlového ústrojí.
Táhlové ústrojí přenáší pouze tahovou sílu. Ústředním prvkem táhlového ústrojí je táhlový hák, na jehož hlavě je pomocí čepu zavěšena šroubovka. Hák se šroubovkou je upevněn ve skříni vozidla, je výkyvný ve vodorovné rovině a v podélném směru je vypružen. Narážecí ústrojí představují oddělené nárazníky, které přenášejí tlakové síly. Rovněž obsahují vypružení a mají tlumicí účinek. Oba konce vozidla jsou vystrojeny stejně.
Svěšování a rozvěšování vozidel se provádí ručně. Posunovač přitom vstoupí do prostoru mezi nárazníkem a táhlovým ústrojím (minimální rozměry tohoto prostoru jsou stanoveny předpisově a mezinárodní úmluvou, tzv. bernský prostor) a nasadí jednu ze šroubovek do táhlového háku druhého vozidla, resp. ji sejme a zavěsí do pomocného závěsu; při připojování lokomotivy k vozu se použije šroubovka vozu.
V mezinárodním provozu je podle vyhlášky UIC 520 stanovena minimální pevnost šroubovky při přetržení 850 kN. Statická složka tažné síly, kterou vyvíjí hnací vozidlo, je omezena na maximálně 300 kN; počítá se s rezervou na značné podélné dynamické rázy, které vznikají při jízdě vlaku resp. posunu především u nákladních vlaků a způsobují další zatížení šroubovky. Rázy vznikají také při brzdění, značné riziko přetržení šroubovky nastává při rychločinném brzdění nákladních vlaků.
Zvýšení pevnosti šroubovky brání její maximální povolená hmotnost, kterou UIC 520 stanoví na 36 kg. S ohledem na fyzické možnosti posunovačů je doporučená hmotnost šroubovky pouze 30 kg. Proto toto táhlové ústrojí nenachází uplatnění tam, kde jezdí příliš dlouhé nákladní vlaky a je potřebná větší tahová síla. Používá se v kontinentální Evropě, Asii i některých částech Ameriky.
Převážně jiné typy spřáhel se využívají u některých ucelených vlaků, jako jsou elektrické či motorové jednotky či jiná než železniční kolejová vozidla, tedy tramvaje a metro.

## Hlavní části šroubovky

### Závěsnice
Na svorníku, který prochází otvorem v hlavě táhlového háku, jsou pomocí závlačky a podložky upevněny závěsnice (v hantýrce „lašny“), které svým tvarováním umožňují výchylky šroubovky vůči hlavě háku v horizontální rovině. Závěsnice jsou pro svoji snadnou vyměnitelnost dimenzovány jako díl šroubovky s nejmenší pevností při přetržení (mezinárodní provoz 850 kN, vozy lehké stavby 380 kN). Výroba závěsnice se skládá z vykování vnějšího tvaru za tepla a předkování otvoru. Následuje vyvrtání předkovaných otvorů a normalizační žíhání.

### Čtvercové matice
Šroubovka obsahuje dvě čtvercové matice – matici závěsnic a matici třmenu. Matice závěsnic, vykovaná z ocelové tyče, je svými čepy 45 mm pomocí závlaček a podložek otočně upevněna v otvorech závěsnic. V otvoru matice je vytvořen oblý závit pro vřeteno. Čepy matice třmenu nejsou opatřeny otvory pro zajištění závlačkami, protože sevření matice třmenem je provedeno jeho ohnutím za tepla a bez jeho ohřátí nelze matici vyjmout.

### Vřeteno s objímkou
Vřeteno umožňuje svými protisměrnými závity ve čtvercových maticích měnit délku šroubovky. V polovině délky šroubovky je mezi oblé protisměrné závity 50 x 7 (šroubovka 850 kN) za tepla v zápustce nalisována objímka určená k přinýtování rukojeti sloužící k otáčení vřetenem. Závlačkami zajištěné podložky na obou koncích vřetene zajišťují vřeteno proti vyšroubování ze čtvercových matic.

### Třmen
Třmen šroubovky je výkovek z kulatiny průměr 40 mm. Hotový třmen průřezu elipsy (ve vodorovné poloze třmene na výšku 36 mm, na šířku 40 mm) je zakončen oky, ve kterých jsou předkovány a vyvrtány otvory Ø47+0,5mm, do kterých je třmenem za tepla sevřena matice třmenu. V rámci tepelného zpracování je třmen normalizačně žíhán.

### Typizované šroubovky
- standardní šroubovky pro zatížení 850 kN, 1220 kN, a 1350 kN[3]
- krátké a čtyřzávěsnicové šroubovky pro zatížení 1000 kN a 1200 kN
- pomocné šroubovky pro zatížení 850 kN k automatickým spřahovacím systémům
- šroubovky pro lehké osobní kolejové vozy pro zatížení 380 kN